# Lannea acida
Lannea acida là một loài thực vật có hoa trong họ Đào lộn hột. Loài này được A.Rich. mô tả khoa học đầu tiên năm 1831.